# جزیره مغناطیسی
جزیره مغناطیسی(به انگلیسی: Magnetic Island) جزیره مغناطیسی در شمال شرق ایالت کوئینزلند و در نزدیکی بندر تانزویل و در دریای مرجانی واقع است، این جزیره ۵۲ کیلومتر مربع وسعت و ۲۱۰۷ نفر جمعیت دارد. این جزیره یکی از جاذبه‌های اصلی توریستی در کوئینزلند است.

## پیوندها
- Litt om Magnetic Island (en)